# Hunter: The Reckoning – Wayward
Hunter: The Reckoning: Wayward — игра в жанре TPS для PlayStation 2, вышедшая в 2003 году. Игра базируется на вселенной World of Darkness.

## Геймплей
Каждую миссию игроку предстоит начинать в главном штабе группы. В штабе находятся компьютер, где игрок может найти необходимую информацию по делам группы, телевизор, где можно посмотреть разблокированные сцены, и карта, которая отображает доступные задания и задачи. Исходя из этого, игрок выбирает интересующий его регион из предложенных и направляется туда в качестве выбранного персонажа. После прибытия в выбранный регион игрок начинает выполнение возложенной на него миссии, по ходу выполнения которой уничтожает полчища различных монстров. Для пополнения своих магических и жизненных запасов игрок может подбирать необходимые для этого предметы, появляющиеся после убийства некоторых монстров. Однако из монстров, в отличие от большинства подобных игр, не выпадают оружие и вещи.

### Персонажи
Персонажами игры являются члены боевой религиозной группы. На миссию игрок может отправить любого из перечисленных героев:
- Воин с огромным топором
- Клирик с острым мечом и распятием
- Женщина-мученица, обладающая магическимим способностями и быстрой реакцией
- Чернокожая женщина, начальные параметры которой представляют «золотую середину», то есть характеристики этого персонажа гармоничны и равномерны

### Враги
Враги, представленные в игре, довольно разнообразны и обладают свойственными только им способами атаки, сопротивляемостью и магической силой. В игре можно встретить мертвецов, дохлых крыс, оборотней, вампиров, призраков, горгулий и т. д.

### Оружие
Игрок для уничтожения полчищ монстров может использовать различное холодное оружие, а также арбалеты, гранатомёты и винтовки. Кроме того, игрок может применять зависящие от уровня волшебника магические заклинания. Заклинания могут увеличивать свою силу по уровням.

## Оценки игры
| Сводный рейтинг | Сводный рейтинг |
| Агрегатор       | Оценка          |
| --------------- | --------------- |
| GameRankings    | 68,37 %         |